# Óriásbolygó

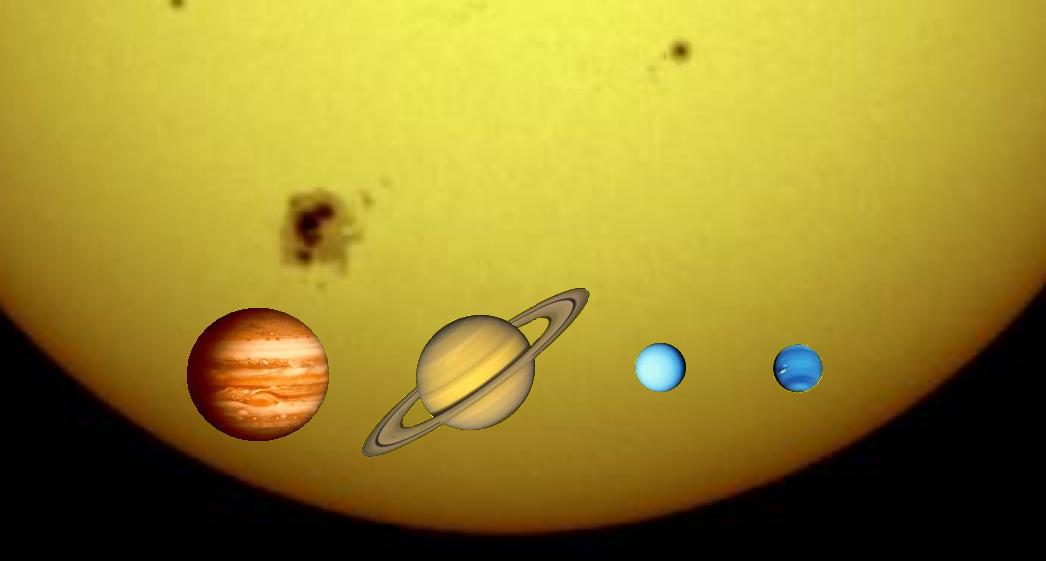
A Naprendszer négy óriásbolygója összehasonlítva a Nappal

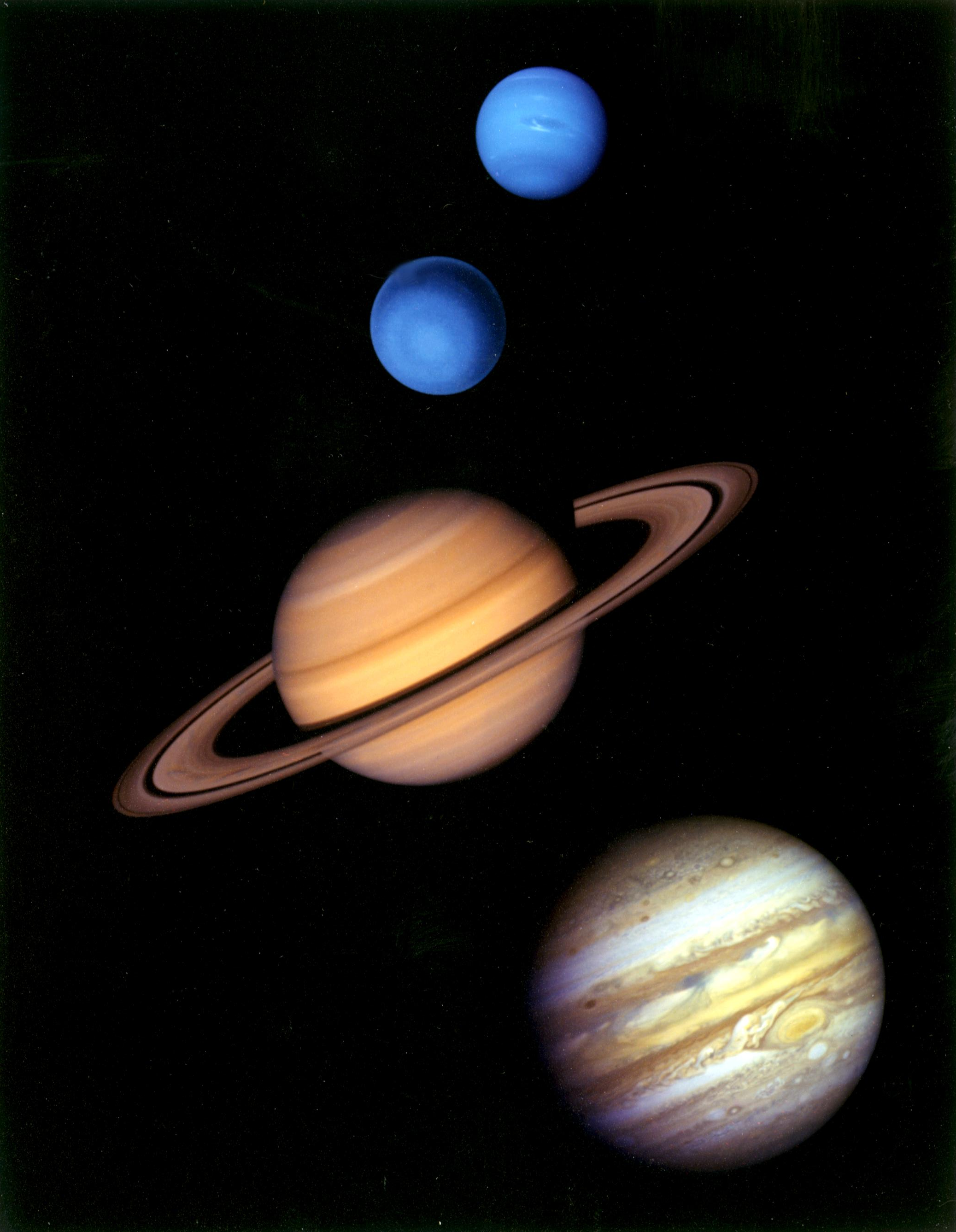
Naprendszerünkben négy óriásbolygó van: Jupiter, Szaturnusz, Uránusz és Neptunusz

Az óriásbolygók (gázbolygók, gázóriások, Jupiter-típusú bolygók) a Nap és más csillagok körül keringő égitestek egyik típusa.
Összetételük (nagy illóanyag tartalmuk) és felépítésük alapján a bolygórendszerünk külső részén található négy bolygót (Jupiter, Szaturnusz, Uránusz, Neptunusz) soroljuk ebbe a csoportba. Emiatt a külső bolygó elnevezés is illik rájuk, mivel naptávolságuk nagyobb mint 5 CsE. Következésképp, e bolygók keringési ideje nagy, pálya menti sebességük kicsi.
A más csillagok körül felfedezett exobolygókra is alkalmazzák a megnevezést, azonban ha a csillagot kísérő égitest tömege nagyobb 13 Jupiter-tömegnél, akkor barna törpéről beszélünk.

## Jellemzők
Az óriásbolygók a Naprendszer keletkezése idején a Naptól távolabb jöhettek létre, ott, ahol már a víz is kifagyott, és a jégszemcsék is részt vehettek a bolygótestek felépítésében. Továbbá, miután összeállt egy néhányszor tíz földtömegnyi magjuk, gravitációsan is magukhoz tudták kötni a környezetükben lévő gázt. Ezért tartalmaznak lényegesen több illó anyagot, mint a kőzetbolygók. Átlagos sűrűségük kicsi, 0,69-1,64 g/cm³ közötti. Tömegük a Föld tömegének 14-318-szorosa, átmérőjük 49 000-143 000 km között van. A Jupiter és a Szaturnusz esetében a mintegy 10 földtömegnyi mag felett atomos, majd molekuláris hidrogénköpeny helyezkedik el, amely határfelület nélkül megy át a légkörbe. Az Uránusz és a Neptunusz belsejében egy-egy vastag ionizált vízköpeny lehet. Mind a négy óriásbolygónak gyűrűje és holdrendszere, valamint erős, belső eredetű mágneses tere van, és rádiósugárzást bocsátanak ki.

## Naprendszerünk óriásbolygói

### Jupiter
A Jupiter óriási, csaknem kizárólag hidrogénből és héliumból álló gázgömb. Tömege majdnem két és félszer nagyobb az összes többi bolygó együttes tömegénél. Nincs szilárd felszíne, gázokból álló légköre befelé egyre jobban sűrűsödik, majd fokozatosan folyékony halmazállapotba megy át, és csak a belseje szilárd. Érdekes tulajdonsága, hogy lényegesen több energiát sugároz ki magából, mint amennyit a Naptól kap.

### Szaturnusz
A Szaturnusz nagyon hasonló a Jupiterhez, szinte teljesen hidrogénből és héliumból álló gázgömb. A bolygók közül a Szaturnusz a legritkább, az átlagsűrűsége még a vízénél is kisebb, 0,71 g/cm3. Légköre melegebb, mint a naptávolságból adódó egyensúlyi hőmérséklet, így itt is több a kisugárzott energia, mint amennyi a Napból érkezik.

### Uránusz
Az Uránusz szintén óriásbolygó, habár jóval kisebb, mint a Jupiter és a Szaturnusz, de az átmérője még mindig négyszer akkora, mint a Földünké. Kékes légköre elég egyhangúnak tűnt a Voyager–2 képein, az újonnan készített űrtávcsöves felvételek is csupán egy-két felhőfoszlányt mutattak rajta. A bolygó jellegzetes kék színét a légkörben található metán okozza. Szerkezete az eddigi gázbolygókétól eltérő, mivel a belsejében lévő, viszonylag kicsi kőzetmagot egy (víz, ammónia, metán keverékéből álló) köpeny veszi körül, és a bolygót főként hidrogén és hélium légkör övezi, metánnal vegyítve.

### Neptunusz
A Neptunusz is gázbolygó és négyszer nagyobb, mint a Föld. Rendkívül távol kering a Naptól, egy teljes fordulathoz százhatvanöt földi évre van szüksége. Az Uránuszhoz hasonlóan ez az égitest is viszonylag kicsi kőzetmaggal rendelkezik, melyet víz, ammónia, valamint metán keverékéből álló "óceán" burkol. Légkörét nagyrészt hidrogén alkotja, kevés héliummal és metánnal elegyítve. Sűrűsége valamivel nagyobb, mint az Uránuszé.